# 최백순 (1897년)
최백순(崔白洵, 1897년 ~ ?)은 일제강점기, 대한민국의 경찰이자 변호사이다.

## 일제 강점기
1897년 5월 14일 강원도 강릉시에서 태어나 강원도 강릉간이농업학교를 졸업하였다. 1921년 1월 강원도 순사에 임명되었다. 1923년 8월 보통문관시험에 합격하고, 이후 경부보로 승진되어 1925년까지 강언도 강릉경찰서에서 근무하였다.
1926년 강원도 경찰부로 옮겨 경무와 경부를, 1927년에 보안과 경비를 맡아서 1928년까지 활동하였다. 보안과 경부로 재직 중이던 1928년 9월 조선 변호사시험에 합격했다. 1929년 1월 강원도 춘천에서 변호사를 개업하고, 1933년 9월 간도공산당사건 재판에 관성변호인으로 참여했다. 1937년 4월 경성제일변호사회 상의원, 11월 조선변호사협회 이사를 맡았다.
1939년 5월과 1943년 5월 두 차례에 걸쳐 경성부 부회의원에 당선되고, 1939년 10월에는 종로경방단 부단장과 조선경방협회 간부를 겸했다. 1941년 7월 국방보안법/치안유지법 지정 변호사에 임명되었고, 같은 해 9월 경성에서 조선임전보국단 발기인으로 참여하였다. 1944년 2월 국민총력조선연맹에서 보도특별정신대를 결성하였을 때 강원도에 파견되었고, 이해 12월 7일 전의양양 대강연회에 연사로 참여했다. 1945년 6월에는 조선언론보국회 이사를 맡았다.

## 해방 후
해방 후, 변호사로 활동하면서 1957년 3월부터 1959년 3월까지 서울변호사회 회장을 맡았고, 이해 5월부터 1959년 3월까지는 대한변호사협회 회장을 겸했다.